# Medellín-Kartell

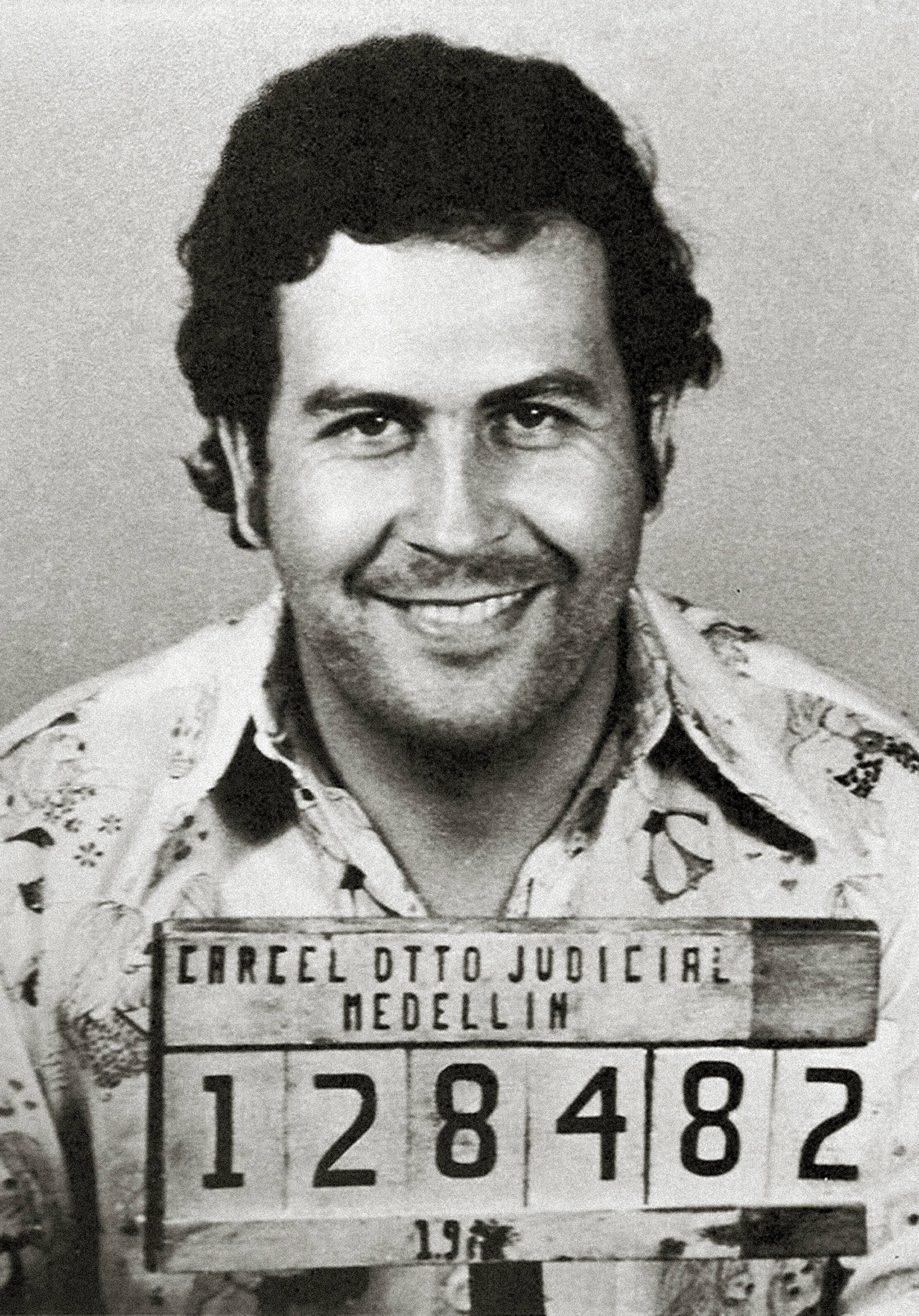
Mugshot von Pablo Escobar

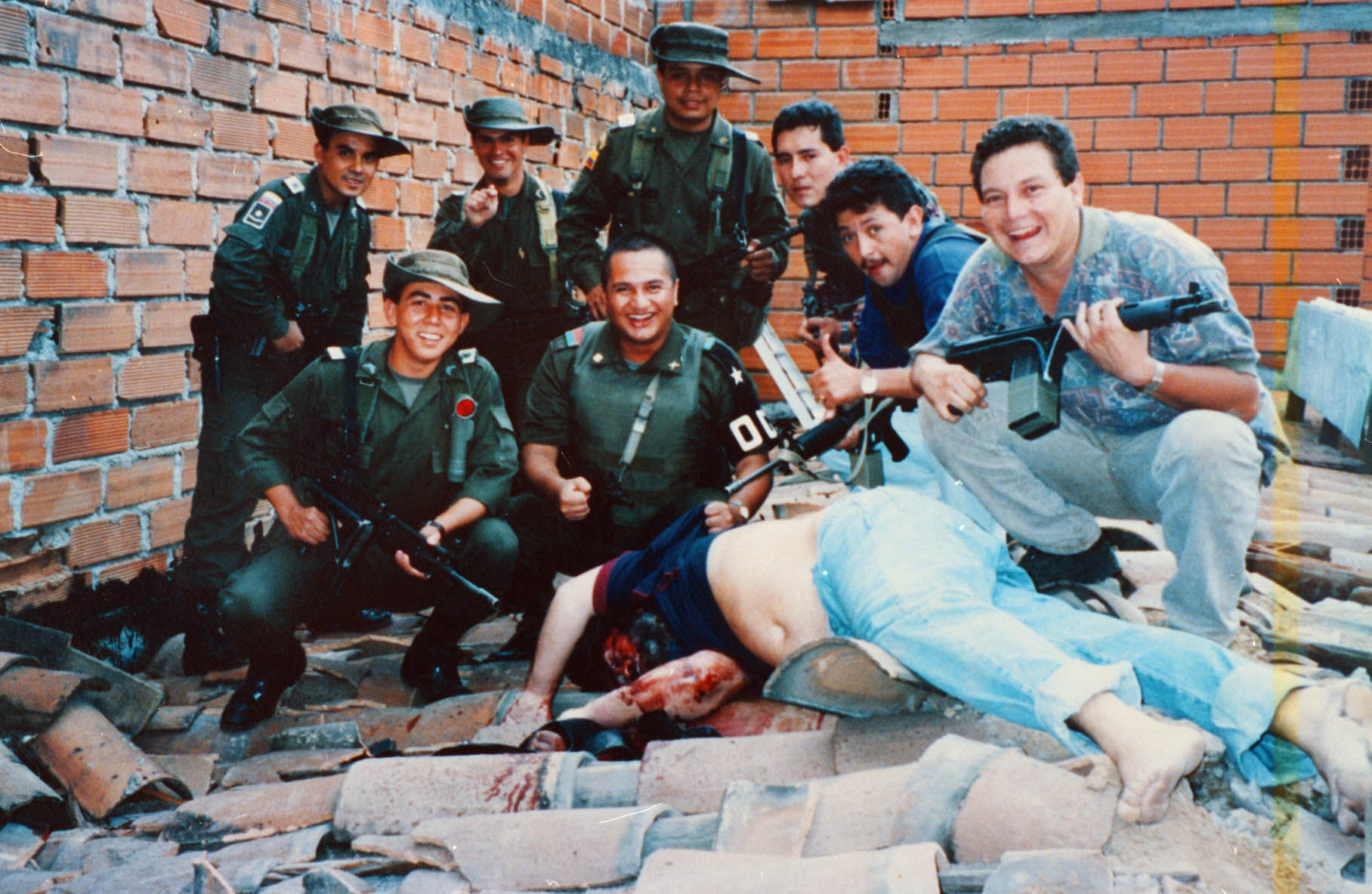
Pablo Escobars Leiche (1993)

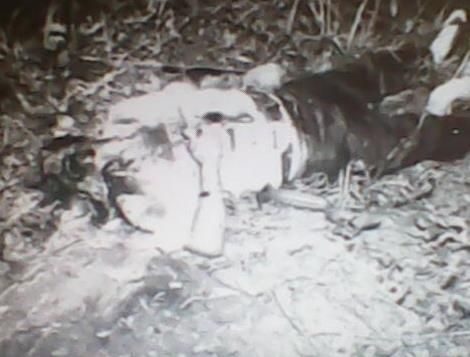
Foto des erschossenen Gonzalo Rodriguez Gacha im Jahr 1989

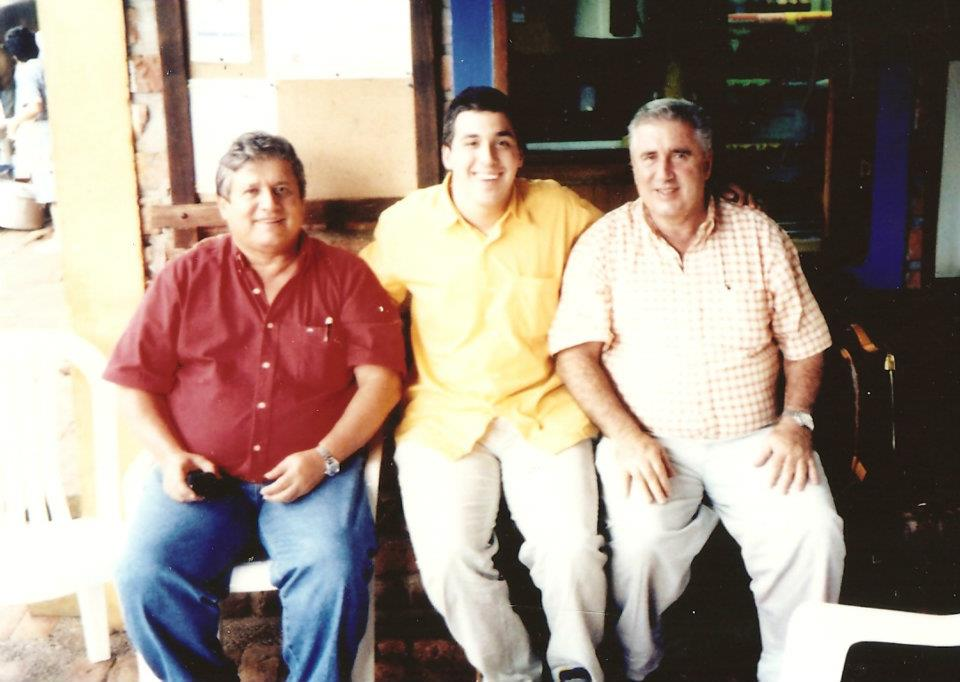
Familienfoto der Ochoa-Brüder (2012)

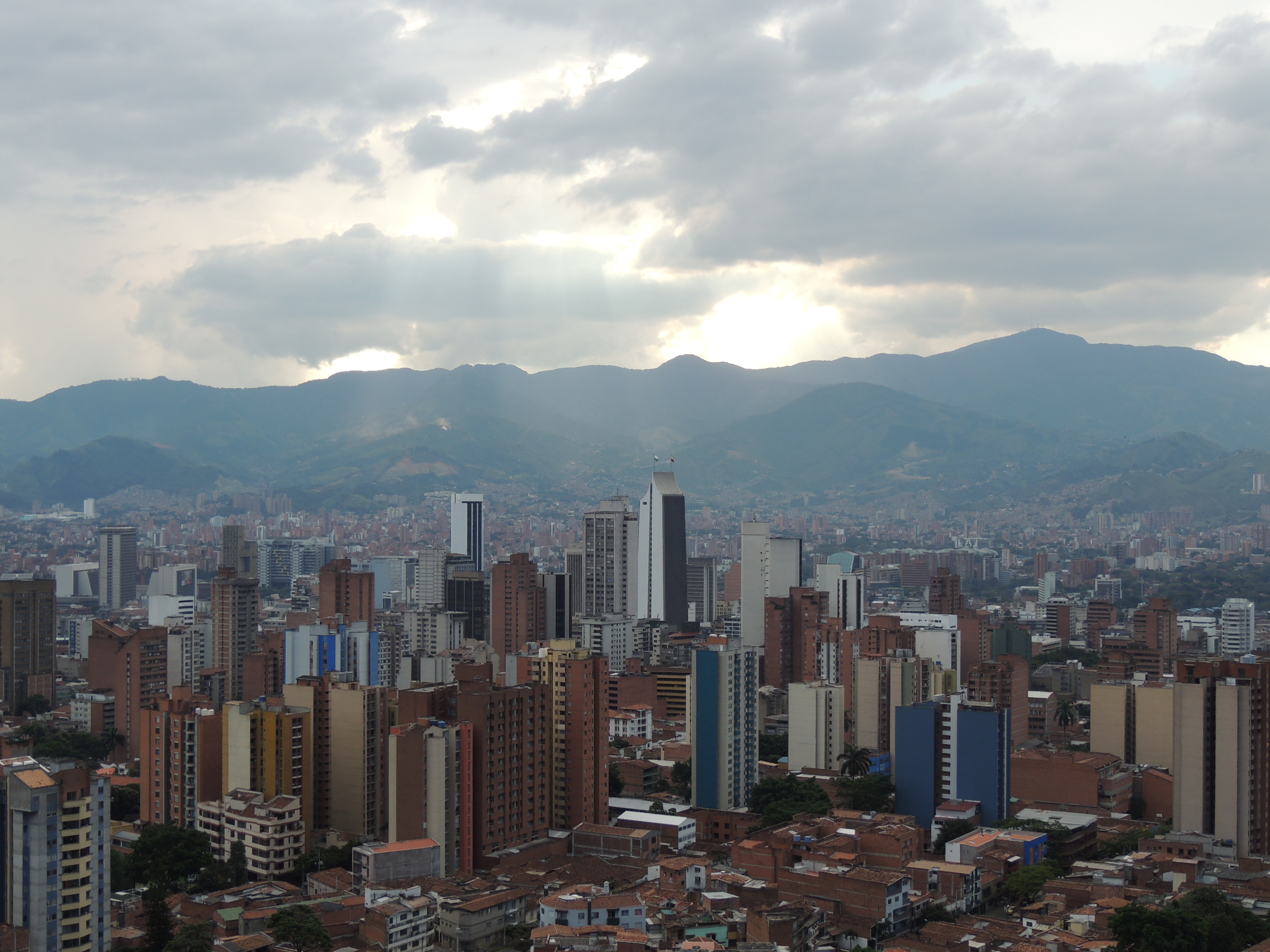
Skyline von Medellín (2014)

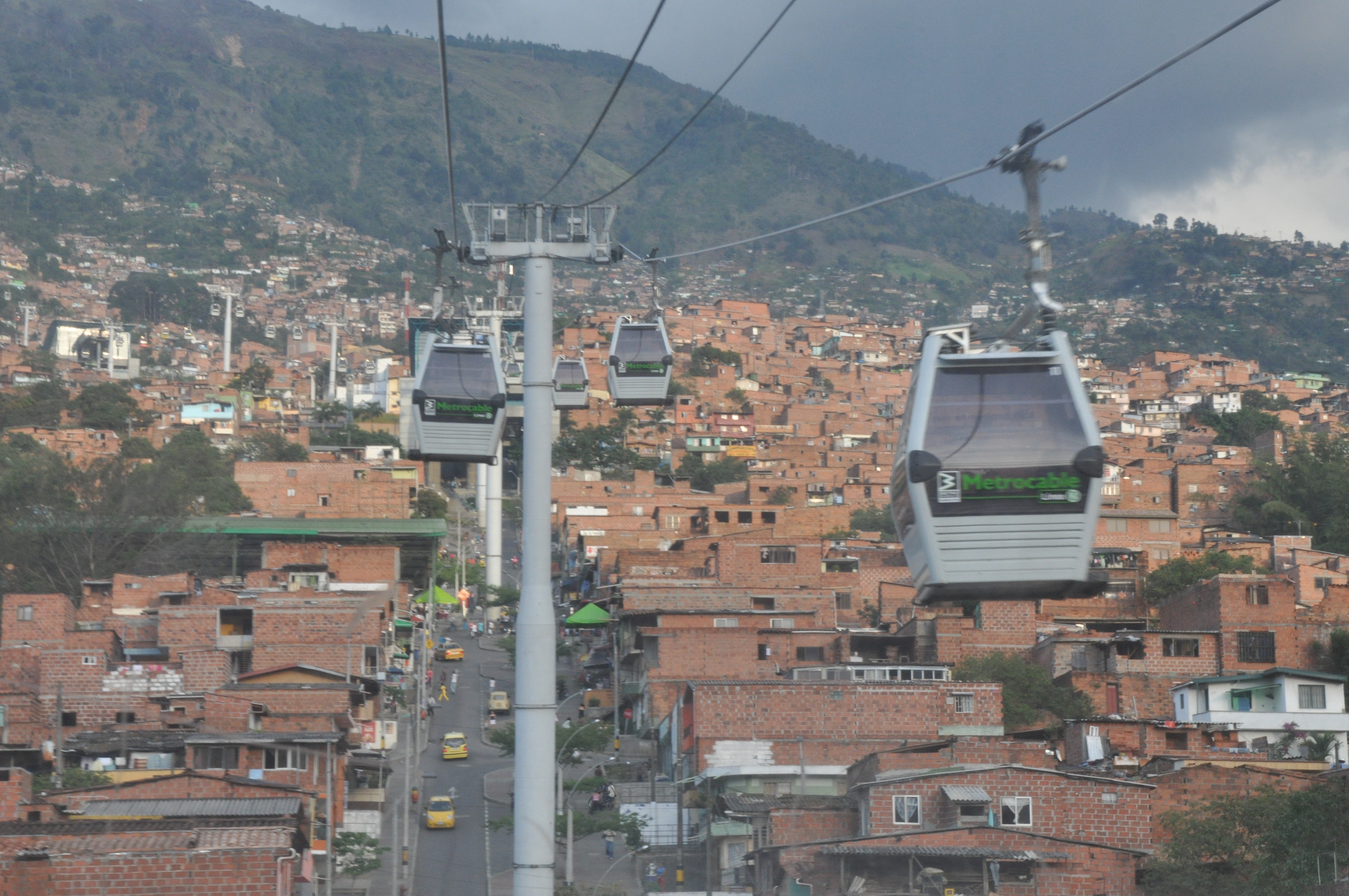
Blick auf ein Barrio Popular von Medellín (2010)

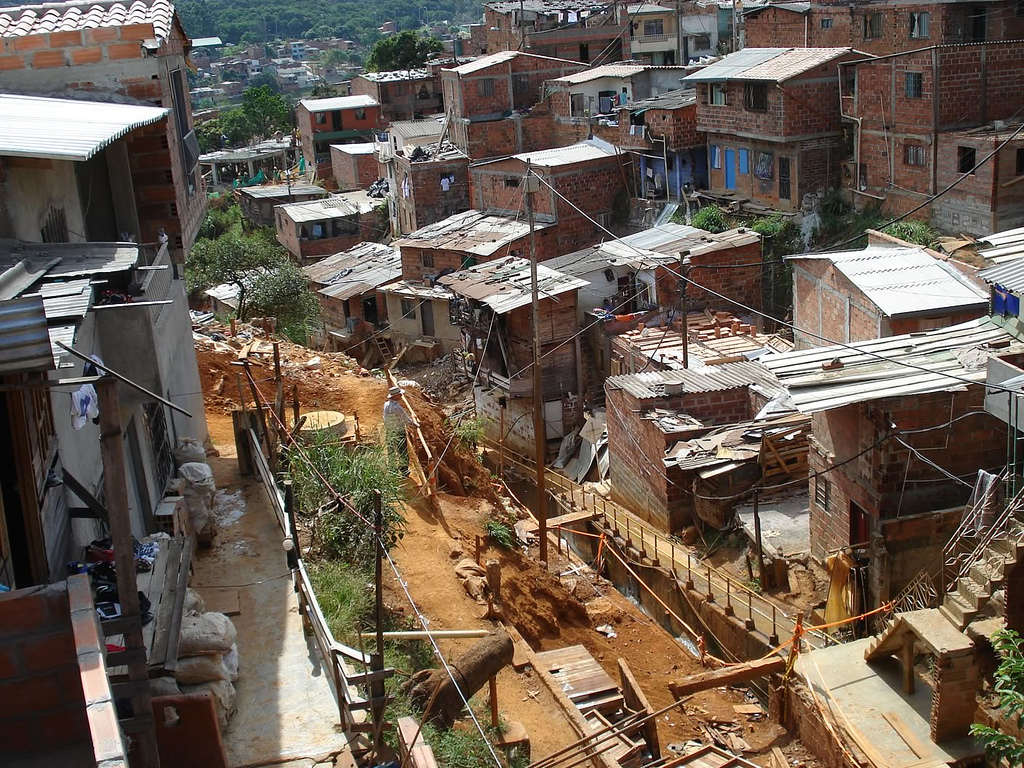
Elendsviertel in Kolumbien (2007)

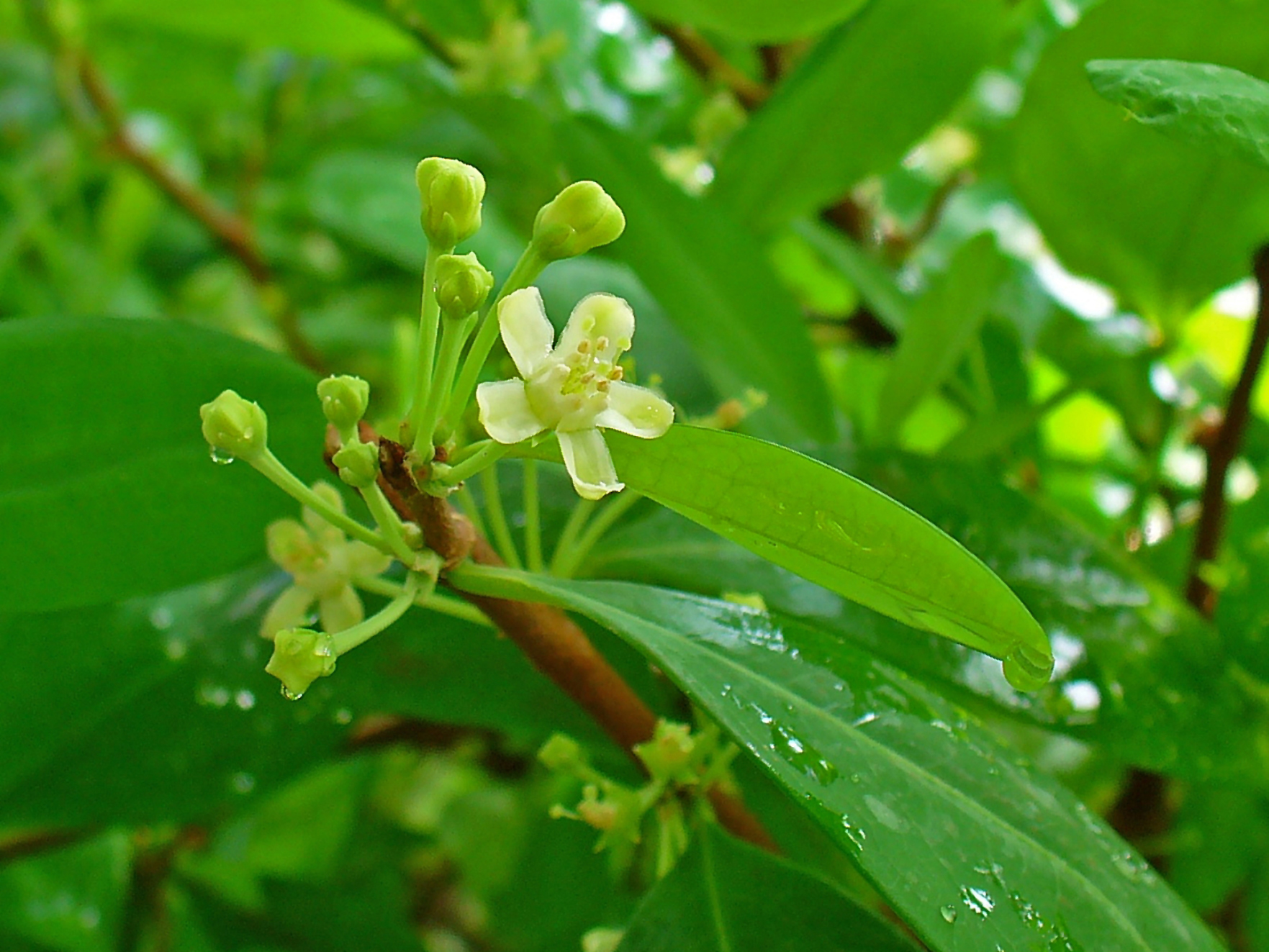
Kokapflanze

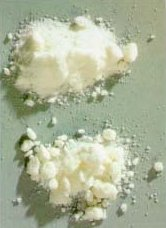
Kokain in Pulverform

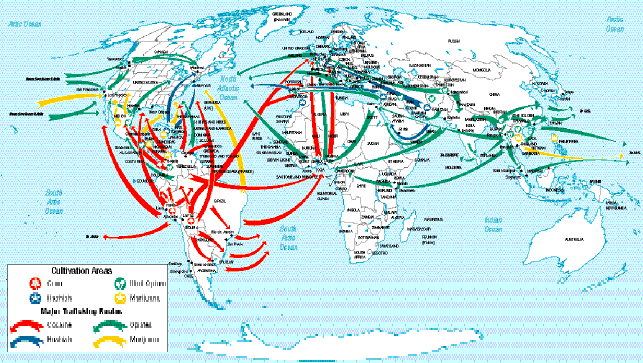
Kokain-Erzeugerländer und Transportrouten

Das Medellín-Kartell war neben dem Cali-Kartell Anfang der 1980er bis Mitte der 1990er Jahre der größte Kokain-Exporteur weltweit. Es wurde unter anderem von Pablo Escobar geführt und konzentrierte seine Aktivitäten von der kolumbianischen Stadt Medellín bis zu den Absatzmärkten in den USA mit dem Schwerpunkt in Florida, insbesondere Miami.
Die Entstehung des Kartells, das eher den Charakter einzelner, nebeneinander agierender illegaler Unternehmen als den einer straff geführten, kriminellen Organisation wie zum Beispiel der sizilianischen Mafia trug, war eng mit der rasant steigenden Nachfrage nach Kokain in den USA Ende der 1970er verbunden.
Der Begriff „Medellín-Kartell“ wurde 1986 von zwei Journalisten des Miami Herald geschaffen, obwohl so eine Organisation gemäß dem Kokain-Schmuggler Carlos Lehder Rivas gar nicht existierte. Der Miami Herald bezeichnete das Kartell von Medellin seinerzeit als „die gefährlichste Verbrecherorganisation der Welt“. Von der DEA wurde die Behauptung aufgestellt, dass das organisierte Verbrechen des Medellín-Kartells 80 Prozent des US-Marktes beliefere, nach Darstellung des Time-Magazins sogar 80 Prozent des Welthandels. Carlos Lehder Rivas, Pablo Escobar, Gonzalo Rodríguez Gacha und die Ochoa-Familie standen an der Spitze unabhängiger Organisationen, welche miteinander kooperierten. Darüber hinaus gab es in Medellín, Bogotá, Cali, Pereira und Barranquilla weitere Unternehmungen. Die Organisationen aus Medellín bestanden de facto aus 200 einzelnen Gruppierungen, welche untereinander an gemeinsamen Gewinnen beteiligt waren, jedoch nicht von einer Einzelperson beherrscht wurden. Die Organisation trug maßgeblich zur industriellen Herstellung und zum weltweiten Vertrieb der Droge bei.

## Geschichtliche Entwicklung
Der Aufstieg des Medellín-Kartells war durch die starken sozialen Spannungen, großen Klassenunterschiede und die durch den anhaltenden Bürgerkrieg große Gewaltbereitschaft im Land mit bedingt. Noch in den 1970er Jahren besaß 20 Prozent der oligarchischen Oberschicht 70 Prozent der Rohstoffe Kolumbiens.

„Kolumbien ist ein Land, das im 19. Jahrhundert stehengeblieben ist. Und es hat nach Brasilien die inegalitärste Gesellschaft Lateinamerikas, die elitärste, hierarchischste Gesellschaft mit den schärfsten Klassengegensätzen. Nur in der arabischen Monarchie gibt es eine so fantastische Machtkonzentration. Kolumbien ist ein Land, in dem es keine soziale Mobilität gibt. Der Drogenhandel ist vielleicht so etwas wie eine krankhafte Antwort auf eine allzu starre Struktur, denn er gibt den Leuten die Möglichkeit, die Etappen des sozialen Aufstiegs zu überspringen.“

Die Wurzeln des Medellín-Kartells sind vor einem langjährigen, gewalttätigen Konflikt in Kolumbien zu sehen. 1948 entstand aus dem Aufstand des Bogotazo die Periode der Violencia, die bis ins Jahr 1958 andauerte und durch den bürgerkriegsähnlichen Machtkampf oligarchischer Familien auf den Seiten der Konservativen und Liberalen begründet war.

„Das Blut floss in Strömen, wie die rötlichen Schlammfluten, die von den Bergen herabschossen. In Kolumbien sagt man, dass Gott das Land mit solcher Schönheit und allen erdenklichen Reichtümern ausgestattet habe, dass es dem Rest der Welt gegenüber ungerecht war; zum Ausgleich bevölkerte er es mit der übelsten Sorte Menschen.“

In den 1960er Jahren spielte Kolumbien noch keine nennenswerte Rolle auf dem weltweiten Kokainmarkt, der von Argentinien, Brasilien und Chile bestimmt wurde. Erst im Jahr 1973 bewegte sich der Markt in den Norden Kolumbiens und begann mit gemeinschaftlichem Schmuggel von Marihuana und Kokain. 1975 exportierte das Land etwa eine Jahresmenge von 4.000 Kilogramm in die USA. Die Transportrouten von Medellín über Norman’s Cay nach Miami/FL wurden seit 1978 von Carlos Lehder kontinuierlich ausgebaut. Die Blütezeit des Medellín-Kartells stellten die 1980er Jahre dar. Nach dem Tod von Pablo Escobar und dem Niedergang des Kartells, änderten sich auch die Transportwege. Von Medellín und Cali aus wurde das Kokain über La Ceiba in Honduras nach Tampico oder nach Brownsville in Texas verschifft. Ende der 1980er Jahre passierten 80 % des Kokains, das in die USA verkauft wurde, die mexikanische Grenze und begründete somit den Aufstieg mexikanischer Kartelle, wie zum Beispiel dem Sinaloa-Kartell.

### Bonanza Marimbera
Dem Medellín-Kartell gingen Marihuanaschmuggler aus der kolumbianischen Provinz La Guajira, dem „Sizilien Kolumbiens“, voran, welche traditionell bereits in den 60/70er-Jahren Marihuana in die USA exportierten. Die indianischstämmigen Kaziken (Kogui, Arhuaco) erhoben eine Steuer beim Transit durch ihr Gebiet. Cannabis wurde auf den schwer zugänglichen Hängen der Sierra Nevada de Santa Marta angebaut. Die einheimischen Pflanzer bekamen eine Anleitung zu Produktion, Auswahl des Saatgutes, Bodenuntersuchungen und Pflanzenschutz für die Kultivierung der Cannabispflanze, die dort lokal in zahlreichen Wildformen vorkommt. Agraringenieure aus den USA überwachten den Anbau.
Die Kolumbianer waren für Anbau, Pflückernte, Ballenpressen, Verpacken, Abtransport mit Maultieren etc. zuständig, und Vietnamveteranen flogen das fertige Marihuana in die USA. Bezahlt wurde mit US-Dollars, welches der Provinz Guajira Wohlstand der „Bonanza Marimbera“ brachte. Don Cipriano und Donald Steinberg waren einige der ersten großen Marihuanahändler der Marimba. Riohacha und Santa Marta wurden zu Zentren des Reichtums, es wurden Luxusvillen gebaut, man trank Chivas Regal und hatte einen Fuhrpark aus mehreren Autos.
1981 hatten kolumbianische Händler einen Marktanteil von 80 Prozent des Marihuana-Angebotes in den USA.
1987 wurde die Marimba durch Kampfhubschrauber in der Operation Fulminante beendet. Die Marihuanaproduktion wurde in Kolumbien unbedeutend, nachdem in den USA die Anbaufläche stark vergrößert wurde. Koka hingegen wächst nur auf Andenhängen und lässt sich nördlich von Panamá nicht kultivieren.

### Hauptaktivitätszeit
1972 entstanden die ersten Kokapflanzungen in der Smaragdzone Kolumbiens, Gacha und sein Patron Gilberto Molina gründeten die erste größere kriminelle Kokainhandelsorganisation.
Als der Kokain-Schmuggler Carlos Lehder 1978 die Bahamas-Insel Norman’s Cay kaufte, um von dort den Drogenschmuggel in die USA zu organisieren, formierten Escobar, die Ochoa-Brüder Jorge und Juan, Gonzalo Rodríguez Gacha (auch bekannt als „der Mexikaner“) und Lehder selbst in und um Medellín ein Netzwerk, das als Infrastruktur für die gewinnträchtige Herstellung und den Handel mit Kokain diente. Medien prägten für dieses Netzwerk den Namen „Medellín-Kartell“.

„Unser Ziel ist antiimperialistisch und antioligarchisch. Dank dem Koka wäre die lateinamerikanische Revolution möglich, denn ich glaube, dass Koka die Atombombe Lateinamerikas ist. Die Yankees nehmen unsere Reichtümer weg. Gold, Smaragde, Erdöl, Kaffee, Bananen. Wir holen uns nur die Dollars zurück, die uns Kolumbianern gehören. Und es ist unsere Sache, was wir damit machen.“

Die Mitglieder des Kartells organisierten den Kauf und Transport der Coca-Paste aus Bolivien und Peru, errichteten Labors zur Kokain-Veredelung und Landebahnen im Dschungel, die häufig über Tarnvorrichtungen und Technik zum Aufspüren von Radar-Flugzeugen der Anti-Drogenbehörden verfügten. Vor allem Escobar erkaufte sich die Loyalität brutaler Banden und Paramilitärs, auf denen der gewalttätige Charakter des Medellín-Kartells beruhte. In den 1980er Jahren sollen über 30 Journalisten, 50 kolumbianische Richter und Staatsanwälte sowie mehr als 3.000 Soldaten und Polizisten im Auftrag des Kartells bzw. Escobars ermordet worden sein. Die Mordrate stieg in Medellín sprunghaft an, 1985 wurden 1.698 Morde registriert, 1986 waren es schon über 3.500.
Auch kriminelle Gruppen außerhalb des Kartells nutzten dessen Infrastruktur und entrichteten dafür eine Art Steuer, so dass sich Escobar und andere führende Köpfe wohl zunehmend aus dem aktiven Kokain-Geschäft zurückzogen.
Miami, vormals beherrscht durch die Cosa Nostra und kubanische Kriminelle, wurde infolge seiner geographischen Lage zum wichtigsten Umschlagort für kolumbianisches Kokain. Ab 1978 übernahm das Medellín-Kartell den Vertrieb und tötete in den Verteilerkämpfen von 1979 bis 1981 250 Konkurrenten.

„Kolumbianische Gangster sind anders als amerikanische. Die amerikanische Öffentlichkeit kann die Mentalität der kolumbianischen Kriminellen nicht verstehen. Zum Beispiel, wenn die Kolumbianer einen Auftragsmord ausführen, dann töten sie alles was lebt. Sie töten die Hausangestellte, die Haustiere, die Kinder und die Ehefrau des Opfers. Und sie zwingen den Mann dabei zuzuschauen. Sie töten ihn zum Schluß.“

Die Einnahmen des Kartells wurden Ende der 1980er Jahre auf 25 bis 35 Milliarden US-Dollar jährlich geschätzt, die Gewinne wurden zum Großteil wieder in Kolumbien investiert. Dies führte in Kolumbien zu einem in Lateinamerika seltenen Aufschwung, die Kokainbosse genossen deshalb teilweise auch großes Ansehen in der Zivilbevölkerung. Da sie daneben auch viele Politiker bestochen hatten, konnte das Kartell über Jahre hinweg relativ unbehelligt im Land agieren. Die USA verstärkten jedoch stetig den Druck auf die kolumbianische Regierung, um gegen Escobar und das Netzwerk vorzugehen.
Im November 1983 wurde das Hawkins-Gilman Amendment (Public Law 98-164) erlassen, welches die Entwicklungshilfe mit der Kooperationsbereitschaft bei der Drogenbekämpfung koppelte.
Nachdem mit Hilfe der amerikanischen Anti-Drogenbehörden 1984 einige Großlaboratorien wie Vila Coca und Tranquilandia im kolumbianischen Regenwald, 160 Meilen südlich von San José del Guaviare, zerstört wurden, versuchte Escobar mit terroristischen Mitteln, dem Gefängnis, dem Einzug seines Vermögens und einer Auslieferung in die USA zu entgehen.
In den USA kam es durch den anhaltenden Angebotsüberhang zu einer Kokainschwemme.

„Das Kokainkartell fängt nicht in Medellín an, sondern auf den Straßen von New York, Miami und Los Angeles.“

Das Obere Huallaga-Tal in Peru war das größte zusammenhängende Kokainerzeugergebiet der Welt und wurde von Demetrio Chavez Peña-Herrera („El Vaticano“) kontrolliert. 1989 kam es zu einem ersten Treffen auf der Hacienda Napoles. Peña-Herrera hatte eine Abmachung mit dem korrupten DEA-Agenten Vladimiro Montesinos. Montesinos und die peruanische Armee garantierten für einen bestimmten monatlichen Betrag die Sicherheit der Drogentransporte von Peru bis an die kolumbianische Grenze. Pablo Escobars Bruder, Roberto Escobar, war 1983 für kurze Zeit in Peru inhaftiert gewesen und hatte die Hilfe Montesinos in Anspruch genommen. Mit Hilfe der Narcodollar, welche durch die Allianz zwischen dem Medellín-Kartell und der peruanischen Kokainmafia ins Land kamen, konnte Alberto Fujimori seine Wahl zum Präsidenten gewinnen.
Nachdem am 18. August 1989 der kolumbianische Präsidentschaftskandidat Luis Carlos Galán vom Medellín-Kartell ermordet wurde, kam es zum offenen Krieg zwischen dem Kartell auf der einen Seite und der Regierung von Kolumbien und der USA auf der anderen Seite. Erstmals gingen die kolumbianischen Behörden gezielt gegen die Kokain-Bosse vor, innerhalb von wenigen Tagen wurden 12.000 Kartell-Mitglieder verhaftet und es wurde umfangreicher Besitz des Kartells beschlagnahmt, darunter Villen, exotische Tiere, gepanzerte Autos, Flugzeuge sowie Bargeld in Millionenhöhe. Es war die Phase des Narcoterrorismo, da die Organisation mit massiven Gegenschlägen antwortete.
In der Folgezeit wurden führende Köpfe des Kartells getötet (unter anderem Gonzalo Rodríguez Gacha 1989) oder verhaftet und an die USA ausgeliefert. Der Krieg endete, als Pablo Escobar und die Ochoas 1991 mit dem Staat ihre Aufgabe aushandelten. Escobar kam in ein nur für ihn und seine Leibwächter gebautes luxuriöses Sondergefängnis, das La Catedral (spanisch für die Kathedrale) genannt wurde. Er führte von dort aus seine Geschäfte weiter und genoss viele Freiheiten wie zum Beispiel den Besuch von Edelprostituierten und materiellen Luxus. „Bewacht“ wurde er weitestgehend von seinen eigenen Leuten. Die Situation eskalierte, als er die Brüder Moncada und Galeano, Führer zweier Drogenhändlerfamilien des Medellín-Kartells, die wegen Geldstreitigkeiten ins Gefängnis kommen, dort töten und ihre Leichen verbrennen ließ. Diese Tat führte zum Auseinanderbrechen des Medellín-Kartells. In der Folge musste Escobar aus dem Gefängnis fliehen.
Daraufhin gründeten ehemalige Mitglieder des Kartells (besonders die Familien Moncada und Galeano, angeführt von Galeanos Sicherheitschef Diego Murillo Bejarano) und Paramilitärs (Fidel und Carlos Castano) die Los Pepes. Diese führten einen gnadenlosen Krieg gegen die Organisation Escobars. Auch die Regierung und Anti-Drogenbehörden intensivierten die Suche, mit der Einrichtung der Spezialeinheit Bloque de Búsqueda. Dieser fand und tötete Pablo Escobar schließlich am 2. Dezember 1993. Dies war das endgültige Ende des Medellín-Kartells. Es dauerte jedoch nicht sehr lange, bis erst das Cali-Kartell, später auch andere Organisationen, an seine Stelle traten. Während traditionell das Medellín-Kartell Miami und Florida mit Waffengewalt als Absatzmarkt erobert hatte (Griselda Blanco), konzentrierte sich das Cali-Kartell auf den umsatzstarken Großraum New York.
Das Heer operierte zusammen mit dem Medellín-Kartell und die kolumbianische Polizei wurde vom Cali-Kartell gesteuert.

### Ende des Kartells
Nach dem Tod Escobars 1993 und anderer Führungspersonen löste sich das Medellín-Kartell infolge des verschärften Drucks von Staat und Polizei auf. Einige der Überlebenden bildeten Splittergruppen. Fidel Castaño, Salvatore Mancuso oder Diego Fernando Murillo Bejerano übernahmen Leitungsfunktionen bei den Paramilitärs. Unmittelbare Kriegsgewinnler waren zunächst die Wettbewerber vom Cali-Kartell. Kurze Zeit später wurden die Kräfte neu geordnet und der Mexikaner El Chapo und sein Sinaloa-Kartell übernahmen einen Großteil des Vertriebs in den USA und läutete damit eine neue Ära des Kokaingeschäftes ein. El Chapo arbeitete damals noch für das Guadalajara-Kartell und stellte eine Art Mittelsmann für das Medellín- und Cali-Kartell dar. Nach und nach änderte sich die Rolle der Mexikaner. El Chapo und sein Geschäftspartner und Pilot Miguel Angel Martínez änderten die Spielregeln. Sie waren von nun an nicht mehr länger Mittelsmänner in der Logistik, sondern nach dem Machtvakuum jetzt selbst am Vertrieb direkt beteiligt. Die Kolumbianer wurden weitgehend aus dem Absatzmarkt gedrängt und dazu gezwungen, direkt an die Mexikaner zu verkaufen. 1989 wurde die Führungsfigur des Guadalajara-Kartells verhaftet und die Organisation zerfiel in die Splittergruppen Tijuana-, Juárez- und Sinaloa-Kartell. 1990 vergrößerte sich das Transportvolumen des Sinaloa-Kartells auf monatlich drei Tonnen Kokain, die per LKW nach Los Angeles verfrachtet werden. Die Gewinnspannen sind nach wie vor extrem hoch. Der Einkaufspreis pro Kilogramm Kokain in Kolumbien oder Peru beträgt etwa 2.000 US-Dollar, bei Passieren der mexikanischen Grenze bereits 10.000 US-Dollar und erzielt in den USA einen Großhandelspreis von 30.000 US-Dollar. Man ging davon aus, dass das Sinaloa-Kartell einen Marktanteil von 40 bis 60 Prozent besitzt und im Jahr Bruttoeinnahmen von 6,6 Milliarden US-Dollar hat.

### Nachwirkungen
Nach Zerschlagung des Medellín-Kartells blieb die Stadt noch über viele Jahre der Ort mit der höchsten Mordrate weltweit. Die arbeitslosen Sicarios (Auftragskiller) von Escobar und Gacha aus den Barrios Populares im Nordosten Medellíns (Comuna Noriental), wie die berüchtigte Comuna 13 und Santo Domingo, schlossen sich der paramilitärischen AUC an und bekämpften in langjährigen und äußerst verlustreichen Kriegen die kommunistische Stadtguerilla.
Motorradfahrende Auftragskiller waren schon in der Zeit von Escobar in Medellín für zehn US-Dollar zu haben. An einigen Straßenecken standen die Sicarios Schlange und wurden von 45 Vermittlungsbüros Medellíns für Aufträge vermittelt. Es entstand eine regelrechte Dienstleistungsindustrie für Auftragsmord in der Comuna Noriental von Medellín. Sätze wie „Töte, Gott vergibt dir“, „Geld, Knarre, Motorrad. Und danach das Leben.“, „Töten als Sport“, „Einen abknallen, um zu sehen, wie er umkippt“ und „Gut leben, solange man lebt“ charakterisierten die Zeit der Sicarios, von denen kaum einer älter als 20 Jahre wurde.

## Struktur und Führungspersönlichkeiten

Organigramm Medellín-Kartell

Zu den Führungspersönlichkeiten des Kartells gehörten Pablo Escobar (Oberhaupt der Organisation), George Jung (nordamerikanischer Verbündeter, größter Kokainhändler der USA), Griselda Blanco (Geschäftspartnerin in Miami), José Gonzalo Rodríguez Gacha El Méxicano („Kriegsminister“, Kommandeur der paramilitärischen Einheiten), Carlos Lehder El Loco, Jorge Luis Ochoa Vázquez, Fabio Ochoa Vázquez, José Abello Silva El Mono Abello (aus Santa Marta, Chef der Atlantikküste, siebte Stelle in der Hierarchie des Kartells), Gilberto Molina („Smaragdkönig“ aus Boyacá), Gustavo de Jesús Gaviria Rivero León (Escobars Cousin und dessen rechte Hand), Mario Henao Vallejo „Paco“ (Escobars Schwager), Juan Matta-Ballesteros El Negro (Freund Escobars), Mario Alberto Castano Molina El Chopo (Auftragsmörder), Luis Fernando Gaviria Gómez Abraham (Escobars Cousin), Dandeny „La Quica“ Muñoz Mosquera (Kommandant der Auftragsmörder), José Duarte Acero (weiterer Auftragsmörder), Gustavo Gaviria Rivero (Escobars Cousin) und Gerardo Kiko und William Moncada Cuartas (Geldwäsche).
Escobar und die Ochoa-Familie bildeten den Kern des Kartells und hatten die typischen Werte der Paisas aus der Provinz Antioquia: katholisch, konservativ, kinderreich, kühn, wagemutig, extrem geschäftstüchtig und mit einer starken Neigung zu Geld und Gewinn ausgestattet. Die Paisas sehen sich als Nachfahren der Basken und Sepharden Spaniens, deren sprichwörtlicher Fleiß zu dem Aufstieg der Industriemetropole Medellín maßgeblich beigetragen hatte. Sie beteiligten auch Industrielle aus der Textil- und Keramikbranche mit dem sogenannten „apuntame“, d. h. Geschäftsleute beteiligten sich anteilsmäßig an den Lieferungen. Es entstand das „Antioquia-Syndikat“ als loser Zusammenschluss von ca. 150 Unternehmen, welche den Einkauf der Kokapaste und den Vertrieb des Kokains steuerten. Durch Zufuhr von Finanzkapital zur Rentabilisierung der Arbeit der Produktivkräfte entstand die Kokaindustrie. 1979 legte die DEA eine besorgniserregende Untersuchung vor, nach der in einigen Gegenden Kolumbiens die Drogenhändler eine wesentlich größere Macht als die Zentralregierung in Bogotá besäßen. Das Medellín-Kartell beschäftigte etwa direkt 4.000 Personen und eine Million Kolumbianer lebten indirekt von der Kokaindustrie.
Außerdem waren Max Mermelstein, Jon Roberts und Mickey Munday in die Geschäfte des Medellín-Kartells in Miami involviert. Neben Fabio Ochoa stellte Rafael Cardona Salazar das höchstrangigste Mitglied des Kartells in den USA dar.
Fidel Castaño Gil „Rambo“, Carlos Castaño Gil und Henry de Jesús Pérez (Führer der paramilitärischen Einheiten unter dem Oberbefehl von Gacho) und Gilberto Rendón Hurtado (siebte Stelle in der Hierarchie des Kartells, Unterführer der paramilitärischen Einheiten) waren wichtige Verbindungsmänner aus der Region Medio Magdalena. Gegen Ende der 80er-Jahre arbeiteten weit über 2000 Männer nur für den paramilitärischen Apparat der Organisation in Medellín. 
Bekannte „Soldaten“ waren: 
- Popeye[33]
- Hernán Darío Henao HH
- Alfonso León Puerta Muñoz El Angelito
- Mario Castaño Molina El Chopo[34]
- Roberto Escobar Gaviria El Osito[35]
- Eduardo Avendaño Arango El Tato[36]
- Brances Alexánder Muñoz Mosquera Tyson
- Álvaro de Jesús Agudelo El Limón
- Luis Carlos Alzate Urquijo El Arete
- Fabián Tamayo Chiruza
- Johny Rivera Acosta El Palomo
- Juan Carlos Ospina Álvarez El Enchufe[37]
- Leo
- Luis Carlos Aguilar Gallego El Mugre
- Jhon Jairo Posada Valencia El Tití
- Manuel Guillermo Zuluaga Salazar Chuchilla[38]
- Otoniel de Jesús González Franco Otto
- Alfonso Puerta Muñoz La Cuca
- Leon
- Temblor
- Conavi
- Turquía
- El Japonés
- Tavo
- El Duro
- Jhoncito
- Abraham und John Jairo Arias Tascón alias Pinina.[39]

„Pinina“, „El Mugre“ und „Tyson“ befehligten damals das Netzwerk jugendlicher Sicarios aus den Elendsvierteln von Medellín. Die Sicarios nahmen teilweise Schieß- und Motorradunterricht, um ihre Opfer bei einem Überfall schnell zu töten und dann im dichten Verkehr wieder verschwinden zu können. Bei diesen „Übungen“ wurden unter anderem viele unschuldige Personen getötet. Die Methode, Minderjährige für Drogenhandel und Auftragsmord zu missbrauchen, wurde später in vielen anderen Ländern Lateinamerikas kopiert. Auch nach dem Ende des Medellín-Kartells hatte sich das System der Sicarios weiterhin in der Gesellschaft kolumbianischer Elendsviertel etabliert. Im Jahr 1990 kam es zu einer erneuten Gewaltwelle in Medellín, die bereits im ersten Halbjahr an die 3.000 Opfer forderte.

„Jung, männlich und arm zu sein, an einer Ecke herumzustehen oder in einer Kneipe ein Bier zu trinken genügt in Medellín für ein Todesurteil“, klagt ein Slumbewohner. „Gedungene Mörder, sicarios, haben das Töten zu ihrem Beruf gemacht.“

„Popeye“ (* 1962), Sicherheitschef und Leutnant des Kartells, hat nach eigenen Angaben an die 300 Morde verübt. Jhon Jairo Velásquez Vásque galt als einer der loyalsten Vasallen Escobars. Er tötete sogar seine eigene Freundin, weil ihm dies befohlen wurde. Dem SPIEGEL über gestand er in einem Interview, er hätte in den 1980er Jahren eine Reihe Frauen entführt, vergewaltigt, ermordet und sie dann auf den Müll geworfen. Die Leichen seiner Gegner habe er zumeist zerstückelt und die Überreste dann in den Río Medellín geworfen. Er stellte sich 1992 der Polizei und gilt als einer der letzten Überlebenden des Medellín-Kartells. Bei seiner Freilassung nach 15 Jahren Haft gab er an, dass angesichts der vielen Feinde, die er noch habe, seine Überlebenswahrscheinlichkeit bei 80 % liegen würde.

### Pablo Emilio Escobar Gaviria
Escobar betrieb zu Beginn seiner kriminellen Laufbahn offiziell eine Fahrradwerkstatt in Medellín, vertrieb darin Autoteile als Hehlerware und kaufte später Koka-Basispaste aus Perú ein, die in einfachen Hinterhoflaboratorien zu einem marktfähigen Produkt verarbeitet wurde. Don Cipriano importierte Aceton und Ether für Escobars Drogenlabors in Medellín. Pablo Escobar machte 1975 die Bekanntschaft mit „Rubín“, einem Piloten, der im Auftrag der Ochoa-Brüder in kleinem Stil Kokain in die Vereinigten Staaten transportierte. Die Jahreslieferungen hatten derzeit noch einen Umfang von 40 bis 60 Kilogramm. Aus dieser Verbindung entstand eine Unternehmung, die sich am Anfang auf eine „Steuer“ der Transportwege beschränkte und dank der enormen Profite sehr bald zu einer großen Organisation anwuchs. Die Bankguthaben der vier bedeutenden Großstädte Kolumbiens verdoppelten sich in der Zeit von 1976 bis 1980. 1975 wurde in Cali ein Flugzeug beschlagnahmt, welches über 600 Kilogramm Kokain an Bord hatte. Eine Menge, welche die bisherigen Annahmen der Polizei bei weitem überstieg. Die Wegnahme der Ware löste einen mehrtägigen Krieg zwischen verfeindeten Drogenbanden aus, dem 40 Menschen zum Opfer fielen. 1978 kaufte Escobar sein erstes Sportflugzeug für die Drogentransporte nach Florida. Seine Verbindung zu Carlos Lehder führte zum schwunghaften Aufstieg der Organisation. Das Geschäftsvolumen wurde kontinuierlich ausgebaut und der Drogenmarkt in den USA verlangte ständig nach steigenden Lieferungen. Bereits im Jahr 1976 galt Pablo Escobar nach einem kurzen Gefängnisaufenthalt als inoffizieller „Drogenkönig von Medellín“, und es begann eine Epoche von bisher nicht gekanntem Luxus und Reichtum. 1979 kaufte er in der Nähe von Puerto Triunfo am Río Magdalena die „Hacienda Los Nápoles“, die zur damaligen Zeit zu einem Synonym ungeheurer Prunksucht wurde. Pablo Escobar war zusammen mit den Ochoa-Brüdern der unangefochtene Kopf der Organisation. Auf dem Höhepunkt seiner Macht erzielte er einen Wochengewinn von durchschnittlich 420 Millionen US-Dollar und wurde im Jahr 1989 von der Zeitschrift Forbes zum siebtreichsten Mann der Welt ernannt. Pablo Escobar verdankte seinen Aufstieg größtenteils der Macht der Waffen und der ihm eigenen Skrupellosigkeit wie Brutalität. Für ihn galt die Devise: Plata o plomo (wörtliche Übersetzung: ‚Silber oder Blei‘; sinngemäß: ‚Bestechung oder Ermordung‘). Im Gefängnis „Catédral“ ließ Pablo Escobar beispielsweise seine beiden alten Gefährten und Waffenbrüder Gerardo „Kiko“ Moncada und Fernando Galeano, zwei Unterführer selbstständiger Familien, die seit Beginn an dabei gewesen waren und deren Kinder Pablo zum Patenonkel hatten, auf grausame Art und Weise töten, da sie wegen einer nicht erbrachten „Kriegssteuer“ in Ungnade gefallen waren. Später brachten Escobars Sicarios noch weitere Familienmitglieder der beiden ermordeten Unterführer um.

### Ochoa-Brüder
Jorge, Juan David, Fabio Junior und Angela Maria Ochoa spezialisierten sich früh auf den Kokainhandel. Jorge Ochoa betrieb die Geschäfte über seine Import-Export Gesellschaft Sea-8 Trading Corp. Jorge leitete die Exportabteilung aus Medellín und Fabio war Vertriebsleiter in Florida. Die Ochoa-Familie war eine alteingesessene, konservative und reiche Familie aus Medellín unter dem Patriarchat von Don Fabio Ochoa Restrepo (* 1923; † 2002), der eine sehr erfolgreiche Pferdezucht betrieb. Die Ochoas waren eine angesehene Familie in Antiochia, die ihre Konferenzen häufig im familieneigenen Restaurant „Las Margaritas“ abhielt.

### Carlos Lehder
Carlos Lehder wurde 1949 in Armenia, Provinz Quindío geboren und wanderte später mit seiner Familie in die USA aus. Schon in seiner Jugend entwickelte er eine große Antipathie gegen die USA. Seiner Meinung nach wurden Immigranten aus Lateinamerika dort diskriminiert und schlecht behandelt. Früh machte er Geschäfte mit Robert Vesco und baute den Kokainschmuggel zu einer sehr erfolgreichen multinationalen Unternehmung aus. 1977 wurde er nach Verbüßung mehrerer Gefängnisstrafen nach Kolumbien abgeschoben. Er kaufte sich die Bahamas-Insel Norman’s Cay und baute sie zu seiner Privatfestung und als Zwischenlandeplatz für seine Transportflugzeuge aus. Später erwarb er große Haciendas in den Llanos und seiner Heimatprovinz Quindio. In Armenia gründete er auch legale Unternehmen wie das Tourismuszentrum La Posada Alemana, eine Autoimportgesellschaft und die Rinderzüchtervereinigung Cebú Quindío.

„Ich bin Ausländer und fühle mich wie ein Indianer vor dem Gericht des Weißen Mannes. Kolumbien hat 35 Jahre Bürgerkrieg hinter sich und die Auslieferung hat diesen Krieg wieder neu aufflammen lassen.“

Lehder spielte im Kartell eine zentrale Rolle, da er das Transportsystem entwickelte, um die Drogen in größeren Mengen in die USA zu schmuggeln. Der Deutschamerikaner brachte nach einem Gefängnisaufenthalt seinen Zellengenossen George Jung mit Pablo Escobar zusammen, woraus eine wichtige strategische Allianz für den Absatzmarkt der USA entstand.

### Gonzalo Rodríguez Gacha
Der wegen seiner Grausamkeit gefürchtete Gacha, auch „El Méjicano“ genannt, befehligte die straff organisierten und disziplinierten Privatarmeen des Medellín-Kartells, das ca. 15.000 Mann unter Waffen hatte. Gacha eroberte mit seinen paramilitärischen Truppen das Medio-Magdalena-Gebiet in der Provinz Antioquia. Das fruchtbare Mittlere Magdalenatal mit der Stadt Puerto Boyacá wurde Schauplatz mehrjähriger blutiger Konflikte, die mit der völligen Vernichtung des linken Widerstandes der Guerilla endeten. Tausende von Bauern wurden bei den Massakern ermordet. Neben Gacha war auch Oberst Faruk Yanine Diaz, Kommandeur der 14. Armeebrigade an den Liquidierungen beteiligt. Die Viehzüchter organisierten sich in der militanten ACDEGAM (Asociación Campesina de Ganaderos y Agricultores del Magdalena Medio – Vereinigung der Viehzüchter und Bauern des Medio Magdalena Tales), bevor sie durch die paramilitärischen Truppen und „bäuerlichen Selbstverteidigungstrupps“ abgelöst wurden.
Gachas Milizen „säuberten“ im Auftrag der Großgrundbesitzer später weitere Gebiete wie Teile der Llanos, die Provinzen Córdoba und Urabá. Barrancabermeja litt besonders stark an den bewaffneten Auseinandersetzungen und gehört noch heute zu den gewalttätigsten Orten der Welt. Die paramilitärischen Gruppierungen schufen eine Atmosphäre der permanenten Bedrohung. In Puerto Berrio wurde z. B. nachts die Straßenbeleuchtung ausgeschaltet und morgens fand man die zahlreichen Leichen der nächtlichen Säuberungsaktionen auf der Straße. Die Milizionäre der Paramilitärs wurden hauptsächlich aus den Elendsvierteln Medellíns rekrutiert.

### Evaristo Porras
Evaristo Porras war der Drogenbaron aus der Schmugglerstadt Leticia an der Grenze zu Perú und Brasilien. Leticia, auch die „Coca-Wallstreet“ genannt, war Marktplatz für die Pasteverkäufer aus Perú und Ecuador und den kolumbianischen Käufern, wichtigster Geschäftspartner war der Großhändler Escobar. Porras war für die Beschaffung des Rohstoffs zuständig, Escobar für die Verarbeitung und Lehder für den Transport in die USA.

### Griselda Blanco
Griselda Blanco (* 15. Februar 1943 in Santa Marta, Kolumbien; † 3. September 2012 ebenda), auch genannt die „Großmutter des Kokains“, „die Patin“, „Ma Baker der Cocaine Cowboys“, „Viuda Negra“, „Black Widow“ oder „La Madrina“, war während der 1970er und 1980er Jahre eine der „unbarmherzigsten und grausamsten“ Führungspersönlichkeiten des kolumbianischen Medellín-Kartells in den USA. Sie galt als eine der Pioniere des Medellín-Kartells in Miami und gründete dort ihre eigene Organisation. Blanco war dreimal verheiratet und hatte vier Söhne mit den Namen Dixon, Uber, Osvaldo und Michael Corleone Sepulveda.

## Produktion und Vertrieb
Koka ist relativ widerstandsfähig gegen Entlaubungsmittel und Herbizide. In Perú und Bolivien wurden in jahrtausendlanger Züchtungsarbeit hochertragreiche und gehaltvolle Sorten entwickelt.
Aus den Kokablättern wird die pasta básica gewonnen, dieses Vorprodukt wird mit Aceton versetzt und industriell zu hochreinem Produkt (roca) verarbeitet.
Bedeutende Koka-Anbauregionen in Kolumbien, welche vollständig vom Medellín-Kartell kontrolliert wurden, waren v. a. Caquetá, Guaviare, Putumayo und Meta.
Produktionsregionen und Laboratorien wurden von der schwer bewaffneten Privatarmee teils mit Flugabwehrraketen des Kartells vor Überfällen anderer Syndikate und der DEA geschützt.
Außerdem wurde Kokapaste aus Perú und Bolivien aufgekauft und in kolumbianischen Laboratorien aufbereitet.
Von Kolumbien wurde Kokain dann mit Sportflugzeugen über Zwischenlandung auf den Bahamas oder den Bermuda-Inseln nach Miami/Florida transportiert. Miami wurde zur wichtigsten Drehscheibe für Kokainimporte aus Südamerika.
Neben dem Medellín- und Cali-Kartell begann auch eine Reihe von Kleinunternehmen im Rahmen der enormen Gewinnspannen zu expandieren, der Absatz stieg von Gramm auf Kilogramm auf Zentner/Tonne, wobei die großen Mengen nur von den größeren Organisationen bereitgestellt werden konnten.
1965 liefen die Kokaingeschäfte in Miami noch zu 100 % über die kubanische Mafia ab, 1978 löste das Medellín-Kartell in einer Reihe von Massakern die Kubaner ab und eliminierte innerhalb kürzester Zeit sämtliche Konkurrenz. Zwischen 1979 und 1981 wurden allein in Miami 250 Personen Opfer des Drogenkrieges. Gekämpft wurde vornehmlich um Erweiterung von Territorien und Marktanteilen.
Gewalt diente vornehmlich der Machtdemonstration, es galt das Motto des Medellín-Kartells: „No dejársela montar“ („sich von niemanden drangsalieren lassen“). Mord diente dazu, um Wettbewerber oder zahlungsunwillige Schuldner abzuschrecken. Ein „Enforcer“ von Griselda Blanco prägte den Satz aus der Zeit der Kokainkriege in Miami von 1978 bis 1982: „Entweder man zahlt oder es kommt der mit der Motorsäge“.
Miami war Vertriebsgebiet des Medellín-Kartells, während New York als weltgrößter Kokainmarkt neben Louisiana, Houston und Los Angeles vom Cali-Kartell beliefert wurde. Der Vertrieb von Kokain in New York und Miami wurde durch die große Anzahl von kolumbianischen Immigranten erleichtert.
In den 80er Jahren kostete 1 Gramm 99-prozentiges pharmazeutisches Kokain in der Herstellung 3 USD, im Straßenverkauf jedoch 90 bis 120 USD. 1986 hatte 1 kg Kokain in Kolumbien einen Marktwert von USD 6000 bis 9000 USD, in den USA einen Großhandelspreis von ca. 30.000 USD.
Das Medellín-Kartell kontrollierte die gesamte Wertschöpfungskette des Kokains vom Anbau bis zur Abgabe an den Verbraucher.

### Tranquilandia und Villa Coca

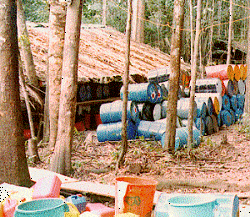
Tranquilandia (1984)

Tranquilandia I, II und III und Villa Coca waren Industriekomplexe des Kartells im kolumbianischen Regenwald von Caquetá, die in den 1970er Jahren erbaut wurden und unter der Leitung von Rodríguez Gacha standen. Man nahm an, dass über 1.000 Arbeiter in 19 Laboratorien beschäftigt waren. Die Produktionsstätten waren mit Verpackungsmaschinen, Stromerzeugungsaggregaten, Gasreinigern, Gabelstaplern, Tausenden von Fässern mit Ether und Aceton, Schlafsälen für hunderte von Arbeitern und einem eleganten Kasino ausgestattet. Tranquilandia hatte eine jährliche Produktionskapazität von über 300 Tonnen. Außer den größeren Komplexen gab es eine Reihe von kleineren wie Coquilandia und Pascualandia, welche nördlich des Rio Yarí gelegen waren. Die DEA entdeckte die Produktionsstätten auf Satellitenbildern und zerschlug sie 1984 in der groß angelegten Operation Tranquilandia Bust.

## Terroristische Akte
- 30. Mai 1989: Anschlagsversuch auf Miguel Maza Marquez, Direktor des kolumbianischen Geheimdienstes Departamento Administrativo de Seguridad (DAS) in Bogotá mittels Autobombe; 4 Tote, 37 Verletzte
- 2. September 1989: Autobombe gegen den Zeitungsverlag El Espectador in Bogotá, 84 Verletzte, dessen Verleger Guillermo Cano Isaza wurde zuvor bereits am 17. Dezember 1986 auf Befehl Escobars getötet
- 16. Oktober 1989: Autobombe gegen die Zeitung Vanguardia Liberal in Bucaramanga, 4 Tote
- 27. November 1989: Bombe gegen den Avianca-Flug 203 über Bogotá, um César Gaviria Trujillo zu töten, der sich allerdings nicht in der Maschine befand, 110 Menschen kommen dabei ums Leben
- 6. Dezember 1989: 500-kg-Bombe gegen das DAS-Hauptquartier in Bogotá während des Morgenverkehrs, 50 Tote, über 600 Verletzte, über 300 kommerzielle Einrichtungen werden dabei zerstört
- 13. Mai 1990: 2 Bomben detonieren unabhängig voneinander in den Einkaufszentren Quiriga und Niza während des Muttertages in Bogotá, 14 Tote und über 100 Verletzte
- 16. Februar 1991: Das Medellín-Kartell lässt eine 200-kg-Bombe in der Stierkampfarena La Macarena explodieren, 22 Tote
- 30. Januar 1993: Autobombe in der Innenstadt von Bogotá tötet 20 Menschen
- 15. April 1993: Autobombe tötet 8 Personen und verletzt 242 in einem Einkaufszentrum im nördlichen Bogotá[79]

## Bekannte Opfer
- 1976: Escobar lässt die DEA-Agenten Luis Vasco und Gilberto Hernandez töten. Sie waren die ersten Staatsbeamten, die dem Kartell zum Opfer fielen.
- 30. April 1984: Ermordung von Justizminister Rodrigo Lara Bonilla auf einer Autobahn durch zwei bewaffnete Motorradfahrer.[80]
- Juli 1985: Tulio Manuel Castro Gil, oberster Richter stirbt durch Maschinenpistolenfeuer von Motorradfahrern.[78]
- 31. Juli 1986: Hernando Baquero Borda, Richter des Oberlandesgerichtes wird in Bogotá getötet.[81]
- November 1986: Jaime Ramirez, Polizeioberst einer Antidrogeneinheit wird in Fontibon/Bogotá getötet, seine Frau und sein Sohn schwer verletzt.
- Dezember 1986: Motorradmörder bringen Guillermo Cano Isaza, den Verleger des El Espectador um.[82]
- Oktober 1987: Jaime Pardo Leal, Präsidentschaftskandidat und Chef der Patriotischen Union wird getötet.[83]
- Januar 1988: in Medellín wird der Generalstaatsanwalt Carlos Mauro Hoyos erschossen.[84]
- Juli 1989: Antonio Roldán Betancur, Gouverneur von Antioquia wird durch eine Autobombe getötet.[85]
- August 1989: Valdemar Franklin Quintero, Kommandeur der Polizei von Antioquia wird in Medellín ermordet.[86]
- August 1989: Präsidentschaftskandidat Luis Carlos Galán wird bei einem Auftritt auf dem Zentralplatz von Soacha (nahe Bogotá) ermordet.[87]
- August 1989: Oberster Richter Carlos Ernesto Valencia wird von Auftragsmördern erschossen, nachdem er Escobar wegen der Ermordung von Guillermo Cano anklagen wollte.
- November 1989: Jorge Enrique Pulido, Journalist und Director von JEP Television wird in Bogotá erschossen.[88]
- Januar 1991: Diana Turbay, Journalistin und Herausgeberin des Magazins Hoy por Hoy wird getötet.[89]
- Mai 1991: Enrique Low Murtra, Justizminister wird in der Innenstadt von Bogotá ermordet.
- September 1992: Myriam Rocio Velez, Oberste Richterin wird von Auftragsmördern erschossen, als sie Escobar wegen des Mordes an Galán anklagen will.